# La Chapelle-Rainsouin
La Chapelle-Rainsouin ist eine französische Gemeinde mit 413 Einwohnern (Stand: 1. Januar 2022) im Département Mayenne in der Region Pays de la Loire. Sie gehört zum Arrondissement Mayenne und zum Kanton Meslay-du-Maine. Die Einwohner werden Capellorainsouinains genannt.

## Geographie
La Chapelle-Rainsouin liegt etwa 13 Kilometer ostnordöstlich von Laval. Umgeben wird La Chapelle-Rainsouin von den Nachbargemeinden Montsûrs im Norden und Westen, Saint-Christophe-du-Luat im Nordosten, Livet im Osten und Nordosten, Saint-Léger im Osten, Vaiges im Südosten, Soulgé-sur-Ouette im Süden sowie Argentré im Westen und Südwesten.

## Bevölkerungsentwicklung
| Jahr                       | 1962 | 1968 | 1975 | 1982 | 1990 | 1999 | 2006 | 2019 |
| Einwohner                  | 335  | 323  | 296  | 250  | 216  | 234  | 326  | 413  |
| Quellen: Cassini und INSEE |      |      |      |      |      |      |      |      |

## Sehenswürdigkeiten
- Kirche Saint-Sixte aus dem 11./12. Jahrhundert, seit 2005 Monument historique
- Schloss Bailly aus dem 15. Jahrhundert
- Benediktinerpriorat aus dem 13. Jahrhundert

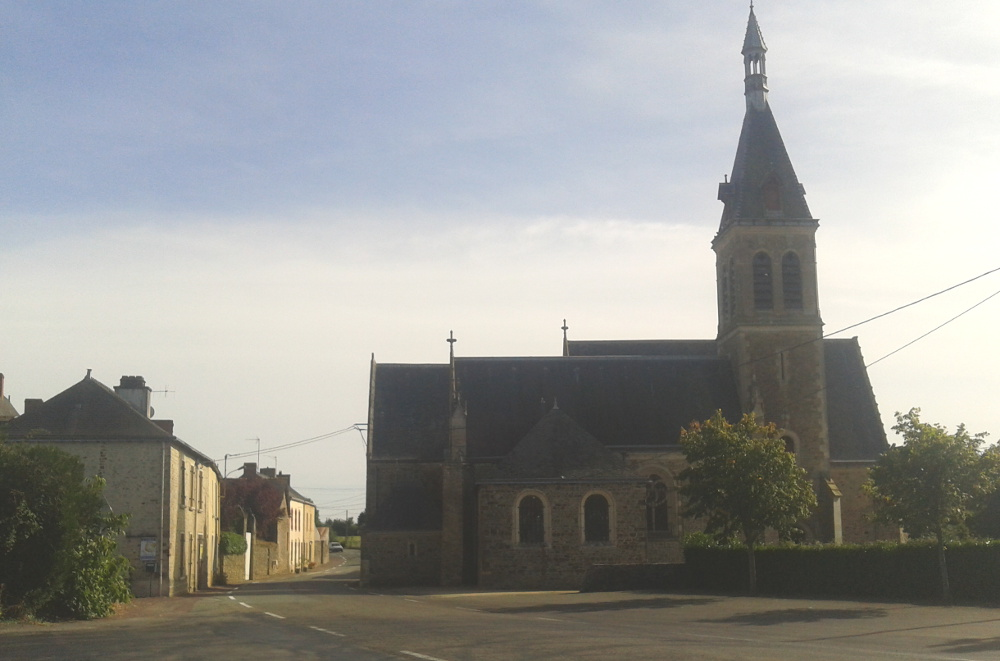
Kirche Saint-Sixte
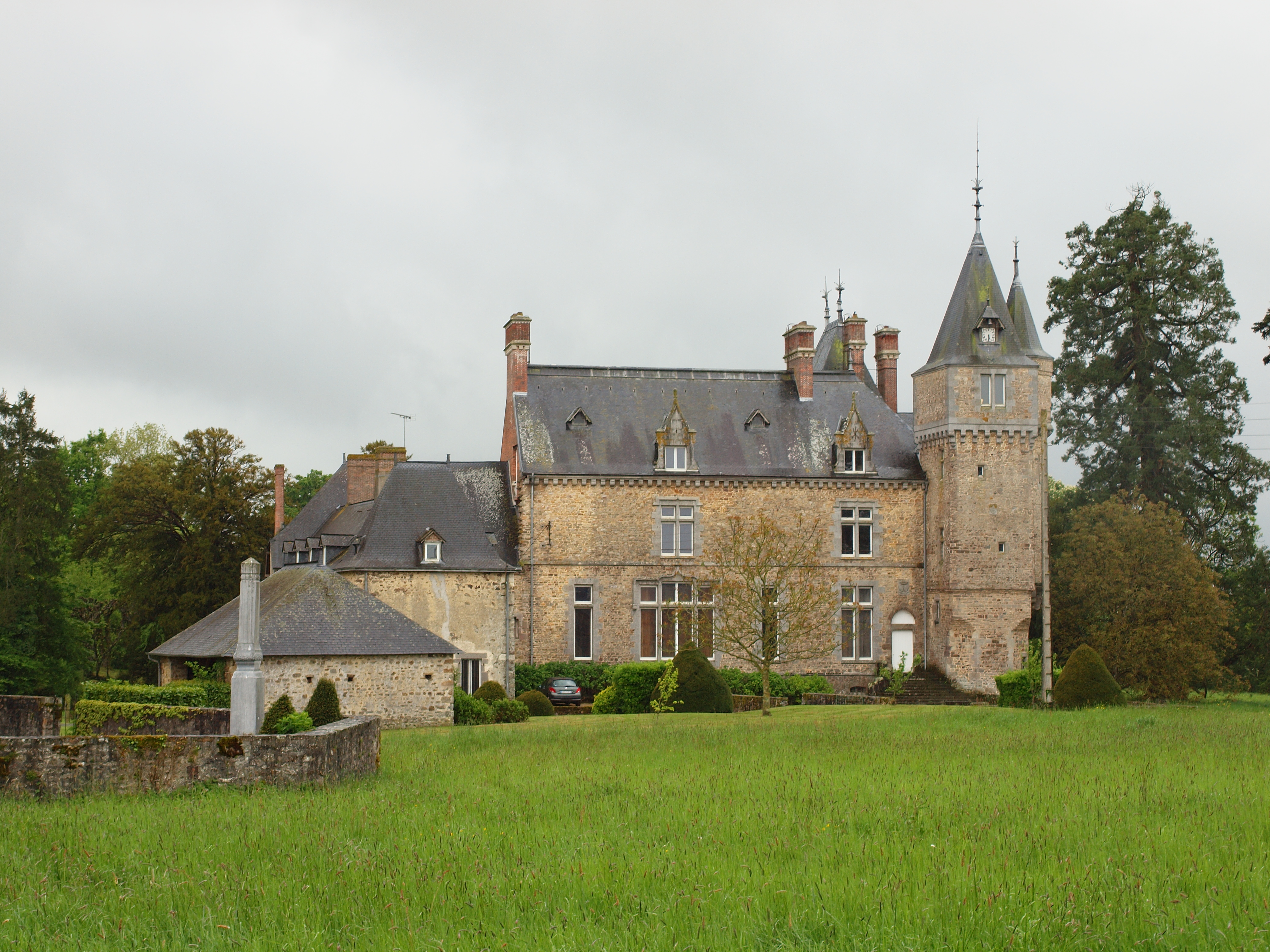
Schloss